# Zastavna
Zastavna (ukrainsk: Заставна ukrainsk udtale: [zɐsˈtɑu̯nɐ]; rumænsk: Zastavna) er en by i Tjernivtsi rajon, Tjernivtsi oblast i Ukraine. Zastavna ligger 26 km nord for byen Tjernivtsi, i den historiske region Bukovina. Den er hjemsted for administrationen af Zastavna urban hromada, en af Ukraines hromadaer.
Byen har 7.807 (2021) indbyggere.

## Historie
Den første omtale af Zastavna er dateret til 1589.
Navnet stammer højst sandsynligt fra dens beliggenhed omgivet af damme (ukr. "stav"). Der er også en version, at navnet stammer fra den drejevej (ukr. "zastava") på vejen til Chernivtsi, der eksisterede i gamle dage.[kilde mangler]
Zastavna fik status af by i 1940. Mellem 1941-1944 var den kendt som Târgu Nistrului.
Byen har haf sin egen avis siden 1945.